# Debrah Scarlett
Joanna Deborah Bussinger, född 20 juli 1993 i Basel i Schweiz, känd under artistnamnet Debrah Scarlett, är en norsk-schweizisk sångare och musiker. Hon växte upp i Hakadal i Nittedal i Akershus fylke till hon var fem år gammal, och tillbringade resten av uppväxten i Schweiz. 2013 deltog hon i The Voice (The Voice Norge) på norska TV 2. Hösten 2014 flyttade hon tillbaka till Norge.
Hon vann Norsk Melodi Grand Prix 2015 med låten "A Monster Like Me" tillsammans med Kjetil Mørland.

## Diskografi
EP
- 2017 – DYS(U)TOPIA

Singlar
- 2015 – "A Monster Like Me" (med Kjetil Mørland)
- 2016 – "To Figure"
- 2017 – "Cynical Youth"